# Jeannot et Colin
Jeannot et Colin est un conte philosophique de Voltaire, publié en 1764.

## Résumé
Jeannot et Colin sont amis dans la ville d'Issoire, en Auvergne, située dans le royaume de France.
Quand le temps de leurs études est sur le point de finir, Jeannot reçoit un habit de cour de la part de son père, le marquis de la Jeannotière, et déménage à Paris. Colin écrit une lettre de compliments à son ancien camarade et le félicite, mais le petit marquis ne lui répond jamais.
Arrivés à Paris, les parents de  Jeannot donnent un gouverneur, qui ne sait rien,et qui n'apprend donc rien au jeune marquis. Le père veut que Jeannot apprenne le latin et l'astronomie et la mère voudrait plutôt qu'il apprenne la géographie, l'histoire, le blason, mais le gouverneur refuse et démontre l'inutilité de tout ce savoir.
Quand il grandit, Jeannot est aimé des femmes, car il chante agréablement des vaudevilles. Le jeune homme décide un jour de se marier avec une jeune veuve qui, en épousant le jeune marquis, convoite en fait les grands biens de M. et Mme de la Jeannotière.
Un matin, alors que Jeannot est aux genoux de sa charmante promise, un valet de chambre de sa mère arrive tout effaré, révèle que des huissiers détruisent la maison de monsieur et de madame, que tout est saisi par des créanciers et que l'on parle de prise de corps. Jeannot court chez lui, apprend que son père est déjà emprisonné et que tous les domestiques ont fui chacun de leur côté en emportant tout ce qu'ils ont pu pour se rembourser leurs gages perdus. Il trouve sa mère, seule, sans secours et sans consolation, noyée dans les larmes. Il part chercher sa maîtresse et la trouve en tête-à-tête avec un officier, lequel, fort aimable, propose des emplois à Jeannot et sa mère. Jeannot, la rage dans l'âme, part se confesser. Le confesseur lui dit que Dieu a voulu ce malheur pour montrer à sa famille que l'argent ne fait pas le bonheur, et c'est pourquoi Il a réduit sa famille à la mendicité. 
Au plus fort de son désespoir, Jeannot voit alors arriver à Paris Colin accompagné de sa jeune femme : son ami d'enfance lui propose immédiatement son aide, délivre le père de Jeannot et retourne en Auvergne avec Jeannot le père, Jeannote la mère et Jeannot le fils. Jeannot prend conscience que l'ami qu'il avait abandonné est resté bon et altruiste lorsque lui-même est victime de l'adversité. Peu après, Jeannot se marie avec une sœur de Colin. Lui et ses parents comprennent maintenant que le bonheur n'est pas dans la vanité, mais essentiellement dans l'amour, l’amitié et le savoir.

## Les personnages

### Colin
Colin est le fils d'un laboureur des environs d'Issoire qui a réussi à s'acheter sa terre. C'est un garçon très humble et fidèle dans son amitié avec Jeannot. De plus, il est gai et optimiste. Même s'il admire les possessions de Jeannot, il n'est pas capable de sentir de la jalousie envers son ami. Par contre, il souffre beaucoup quand Jeannot prend une attitude méprisante et dédaigneuse à son égard. Pourtant, Colin lui écrit une lettre pour le congratuler, preuve de ses bons sentiments, de la sincérité de ses souhaits, de sa fidélité et de son indéfectible amitié. Vers la fin du conte, il est devenu un jeune homme au visage rond et frais, très doux et encore gai. De même, du fait de sa nature disciplinée et de sa persévérance, il a atteint la stabilité économique, voire une certaine aisance et, en outre, le bonheur. Malgré sa condition plus privilégiée que celle de Jeannot à ce moment-là, il sait pardonner : il accueille et aide Jeannot comme un vrai ami.

### Jeannot
Originaire d'Issoire, en Auvergne, Jeannot est le fils d'un marchand de mulets très connu. Dès que son père achète un marquisat, ce garçon commence à prendre un air de supériorité et n'affiche que dédain à l'égard de son ami d'enfance. Il abandonne ses études et devient hautain. Aveuglé par le prestige que lui vaut son titre et sa fortune, il se croit au centre de l'attention de tous pour ses qualités supérieures. Il semble oublier ou ne pas comprendre que personne ne l'estime véritablement. Une fois à Paris, il adopte une vie tout à fait moderne et ne s'occupe que de se divertir en chantant. Puis, ébloui par une jeune veuve qui a l'intention de s'approprier la fortune de sa famille, il la demande en mariage. Lors de l'annonce de la ruine de sa famille et de l'emprisonnement de son père, il succombe au désespoir et se rend compte qu'il n'a pas de vrais amis. Complètement abattu, il rencontre Colin, qui se réjouit d'avoir retrouvé son ami d'enfance. Jeannot en ressent de la honte et regrette son comportement passé envers Colin. Cependant, il retrouve le bonheur quand il rentre à Issoire, épouse une sœur de Colin et trouve du travail. Il peut alors reprendre sa vie d'avant.

## Analyse
Jeannot et Colin est publié en avril 1764 dans la première édition du volume composite des Contes de Guillaume Vadé. Le texte ne fait pas grand bruit lors de sa publication, puis est adapté au théâtre par Jean-Pierre Claris de Florian en 1780. D'autres adaptations suivront, souvent avec des réductions de texte. C'est le début d'une lecture purement moralisante, avant que le conte ne soit classé dans la littérature pour enfants, objet d'une consécration pédagogique toujours actuelle.
Mais Jeannot et Colin va au-delà des truismes tels que : « le bonheur n'est pas dans la vanité » ou « c'est dans l'adversité que l'on découvre ses vrais amis. » 
Son véritable intérêt est dans le spectacle du monde comme il va : longue description de la vie parisienne ; comédie de l'ascension et de la chute de Jeannot sur fond d'ignorance des codes ; peinture d'un monde frivole où règne l'argent-roi ; constat d'une société cruelle et sans pitié. 